# Giovanni Bartolomeo Casaregi
Giovanni Bartolomeo Casaregi (Genova, 1676 – Firenze, 23 marzo 1755) è stato un poeta e critico letterario italiano.

## Biografia
Figlio di Giandomenico e fratello di Giuseppe, Giovanni Bartolomeo Casaregi fu membro dell'Accademia della Crusca e dell'Accademia Fiorentina. Lettore di filosofia morale nello Studio fiorentino, fu tra i fondatori dell'Arcadia genovese. Imitatore di Petrarca, lo difese dalle accuse mossegli da Ludovico Antonio Muratori nel trattato Della perfetta poesia italiana. Su incoraggiamento di Anton Francesco Gori tradusse in italiano il De partu Virginis di Jacopo Sannazaro. Curò per conto dell'Accademia della Crusca lo spoglio dell'opera di Paolo Segneri. Il suo capolavoro sono i XII sonetti polifemici, costruiti su un fortunato motivo delle Metamorfosi di Ovidio.

## Opere
- Poesie del conte Gio. Bartolommeo Casaregi accademico della Crusca. Dedicate a' sigg. convittori del collegio e seminario vescovile di Pistoia, Prato, per Vincenzio Vestri e Pellegrino Guasti, 1794 (online).